# Astronomo (personaggio)
L'Astronomo (Astronomer) è un personaggio dei fumetti creato da Steve Englehart (testi) e Marshall Rogers (disegni), pubblicato dalla Marvel Comics. La sua prima apparizione avviene in Silver Surfer (vol. 3) n. 4 (ottobre 1987).
Astronomo è un alieno appartenente alla razza degli Antichi dell'Universo.

## Biografia del personaggio
Tempo fa l'Astronomo scelse di dedicarsi completamente a registrare la lenta evoluzione delle stelle e delle galassie, così da perdere interesse negli esseri viventi. Questo potrebbe spiegare perché non si sentì parlare di lui per lungo tempo.
In un'occasione aiutò il Gran Maestro nel suo piano contro Galactus. Infatti, l'Astronomo desiderava un nuovo universo dove lui e gli altri Antichi potessero avere un maggiore potere, ma assieme ad altri due suoi compagni fu risucchiato da un buco nero. Furono salvati da un'entità cosmica chiamata In-Betweener che li portò in un universo alternativo. Dopo essere riusciti a far ritorno nella propria dimensione, i tre si alleano con In-Betweener per combattere Silver Surfer. Subito dopo l'In-Betweener apparentemente costringe Morte a uccidere il terzetto. Tuttavia, a causa di macchinazioni precedenti che coinvolgevano la stessa Morte, gli Antichi sarebbero dovuti essere esclusi dal suo reame per cui la morte dell'Astronomo resta incerta.

## Poteri e abilità
L'Astronomo ha un intelletto sovrumano, che padroneggia vaste conoscenze di astronomia. Possiede una tecnologia avanzata, oltre all'abilità di proiettare raggi dalle sue mani. L'Astronomo indossa un congegno sull'occhio destro che gli permette di vedere a grande distanza. Come gli altri membri degli Antichi dell'Universo, l'Astronomo ha stipulato un patto con Morte per poter essere virtualmente immortale. Non può essere ucciso ed è completamente indistruttibile, a meno che Morte non revochi la sua promessa.